# 北心斎春山
北心斎 春山（ほくしんさい しゅんざん、生没年不詳）とは、江戸時代の大坂の浮世絵師。

## 来歴
春好斎北洲の門人。大坂の人で北心斎、春山と号す。作画期は文政10年（1827年）から文政12年にかけてで、役者絵を残している。

## 作品
- 「左竹新十郎・中村芝翫」　大判錦絵　池田文庫所蔵　※「山吹を　見るにみまねの　菜種咲く　二代め芝翫書」の句あり。文政10年正月、大坂角の芝居『けいせい遊山桜』より
- 「奴妻平・中村歌右衛門」　大判錦絵　※文政12年正月、角の芝居『花雪歌清水』より